# Ralph Weiland
Pour les articles homonymes, voir Weiland.
Temple de la renommée : 1971
Ralph Weiland, surnommé Cooney Weiland, (né le 5 novembre 1904 à Seaforth en Ontario au Canada — mort le 3 juillet 1985) est un entraîneur et joueur professionnel canadien hockey sur glace qui évoluait au poste de centre.

## Biographie

### Joueur
Né à Seaforth en Ontario, il déménage vers 19 ans à Owen Sound où il joue pour l'équipe junior des Greys. En 1924, il remporte la coupe Memorial remise à la meilleure équipe de hockey junior de la Ligue canadienne de hockey (LCH). Alors qu'il se destinait à une carrière de pharmacien, il signe un contrat professionnel comme agent libre le 1er novembre 1926 avec les Millers de Minneapolis. Ses prestations avec les Millers sont remarquées par les Bruins de Boston qui acquièrent les droits sur le joueur le 23 décembre 1927, en même temps que ceux du gardien de but Tiny Thompson, futur récipiendaire du trophée Vézina et membre du Temple de la renommée du hockey.
Il rejoint les Bruins en 1928-1929 et est aligné aux côtés de Dutch Gainor et Dit Clapper. Cette ligne sera plus tard surnommée la Dynamite line en raison de son « explosivité offensive ». L'équipe des Bruins termine en tête de sa division cette saison-là et rencontre les Canadiens de Montréal pour gagner le droit de disputer la finale de la Coupe Stanley. Les Canadiens sont balayés en trois matchs avec deux blanchissages de Tiny Thompson. En finale, les Bruins affrontent les Rangers de New York qu'ils battent à deux reprises, avec un nouveau blanchissage de Thompson, et remportent la première Coupe Stanley de leur histoire. Weiland, quant à lui, marque deux des cinq buts de sa ligne pour un total de neuf buts pour les Bruins.
La saison suivante est la meilleure de la carrière de Weiland. Il joue les 44 matchs de son équipe et termine meilleur buteur et pointeur de la LNH avec respectivement 43 buts et 73 points marqués. Il bat ainsi de 22 points l'ancien record de Howie Morenz en profitant d'une nouvelle règle instaurée dans la LNH qui autorise à faire des passes à un joueur déjà en zone offensive. Les Bruins marquent 179 buts, soit 37 de plus que la deuxième meilleure attaque de la ligue, en grande partie grâce à la Dynamite Line qui totalise 102 réalisation, Clapper terminant deuxième buteur à 41 buts derrière Weiland. Les Bruins rencontrent les Maroons de Montréal en série et se qualifient à nouveau pour la finale en les battant 3-1. Cependant, en finale, ils retrouvent les Canadiens de Montréal qui les battent deux matchs à zéro. Lors de ces séries, Weiland est limité à un seul but mais termine à égalité avec Marty Barry au titre de meilleur pointeur de son équipe.
Les deux saisons suivantes qu'il passe avec les Bruins sont moins bonnes pour Weiland qui est échangé aux Sénateurs d'Ottawa le 25 juillet 1932 contre Joe Lamb et 7 000 dollars. Après un peu plus d'une saison avec les Sénateurs, il est échangé en cours de saison aux Red Wings de Détroit. Le 11 juillet 1935, il est à nouveau échangé et rejoint le club de ses débuts en compagnie de Walt Buswell contre Marty Barry et Art Giroux.
Il passe quatre nouvelles saisons avec les Bruins. Lors de la saison 1938-1939, il est nommé capitaine de l'équipe et c'est à ce titre qu'il remporte une nouvelle coupe Stanley. Cette saison est sa dernière en tant que joueur et il met un terme à sa carrière.

### Entraîneur
Dès la saison suivante, il prend place derrière le banc des Bruins comme entraîneur en chef en remplacement de Art Ross qui reste directeur général de l'équipe. Les Bruins remportent la saison régulière devant les Rangers et les joueurs des Bruins accaparent l'essentiel des places dans les classements des meneurs de la saison : même si Bryan Hextall des Rangers termine meilleur buteur, cinq joueurs des Bruins sont présents parmi les dix premiers ; Milt Schmidt remporte le titre de meilleur passeur alors que Bill Cowley est 3e, Bobby Bauer 4e et Woody Dumart termine 6e ; enfin, le classement des meilleurs pointeurs de la saison est dominé par les Bruins qui placent quatre joueurs aux quatre premières places, Schmidt terminant premier avec 52 points. Malgré ces résultats, les Bruins sont éliminés dès la première ronde par leurs dauphins de la saison régulière, les Rangers, qui remportent ensuite la coupe Stanley.
Pour sa deuxième saison comme entraîneur des Bruins, Weiland voit son équipe faire un début de championnat moyen, ne gagnant que six des seize premiers matchs. Cependant, dès le 22 décembre 1940 et une victoire contre les Red Wings de Détroit, les Bruins entame une série 23 matchs consécutifs sans défaite qui ne sera interrompue que le 25 février 1941 par une défaite 0-2 contre les Rangers. Cette défaite n'entrave pas la marche en avant des Bruins de Weiland qui remporte six de leurs huit derniers matchs, les deux autres se soldant par un match nul. Bill Cowley a mené les Bruins lors de cette saison et termine à la première place des passeurs et des pointeurs de la ligue. Les Bruins terminent pour la deuxième saison de suite à la première place de la ligue, cette fois-ci devant les Maple Leafs de Toronto qu'ils affrontent en première ronde des séries. Les Bruins remportent le premier match mais perdent les deux suivants, encaissant 12 buts au total. Après un match gagné puis un nouveau match perdu, ils remportent les deux dernières rencontres de la série pour se qualifier pour la finale. Ils rencontrent alors les Red Wings qu'ils battent en quatre matchs. Weiland, après avoir remporté deux coupes Stanley comme joueur en remporte une troisième comme entraîneur, la troisième également dans l'histoire des Bruins.
Malgré la victoire, il ne poursuit pas l'aventure avec les Bruins et devient entraîneur des Bears de Hershey dans la Ligue américaine de hockey qu'il mène à la finale de la Coupe Calder à deux reprises en quatre saisons. Il entraîne ensuite l'équipe de New Haven avant d'être engagé par l'université Harvard pour s'occuper de l'équipe de hockey qui évolue dans le championnat universitaire américain. Il reste 21 ans à la tête de l'équipe pour un bilan de 316 victoires contre 172 défaites et 17 matchs nuls avant de prendre sa retraite en 1971.

### Postérité
L'année de sa retraite, il est admis au Temple de la renommée du hockey en compagnie de Terry Sawchuk, Busher Jackson, Gordon Roberts et Arthur Wirtz. L'année suivante, il est honoré par la LNH qui lui remet le trophée Lester-Patrick pour récompenser son implication dans l'accroissement de la popularité du hockey aux États-Unis.
À 80 ans, il meurt le 3 juillet 1985 au New England Deaconess Hospital.

## Statistiques

### Joueur
| Saison     | Équipe                  | Ligue          |     | Saison régulière | Saison régulière | Saison régulière | Saison régulière | Saison régulière |    | Séries éliminatoires | Séries éliminatoires | Séries éliminatoires | Séries éliminatoires | Séries éliminatoires |
| Saison     | Équipe                  | Ligue          | PJ  | B                | A                | Pts              | Pun              | PJ               | B  | A                    | Pts                  | Pun                  |                      |                      |
| 1918-1922  | Highlanders de Seaforth | OHA-Jr.        |     |                  |                  |                  |                  |                  |    |                      |                      |                      |                      |                      |
| 1922-1923  | Greys de Owen Sound Jr. | OHA-Jr.        |     |                  |                  |                  |                  |                  |    |                      |                      |                      |                      |                      |
| 1923-1924  | Greys de Owen Sound Jr. | Exhib.         | 9   | 33               | 5                | 38               |                  |                  |    |                      |                      |                      |                      |                      |
| 1924       | Greys de Owen Sound Jr. | Coupe Memorial |     |                  |                  |                  |                  |                  |    |                      |                      |                      |                      |                      |
| 1924-1925  | Rockets de Minneapolis  | USAHA          | 35  | 8                | 0                | 8                |                  |                  |    |                      |                      |                      |                      |                      |
| 1925-1926  | Millers de Minneapolis  | CHL            | 26  | 10               | 4                | 14               | 20               | 3                | 1  | 1                    | 2                    | 0                    |                      |                      |
| 1926-1927  | Millers de Minneapolis  | AHA            | 36  | 21               | 2                | 23               | 30               | 6                | 4  | 1                    | 5                    | 0                    |                      |                      |
| 1927-1928  | Millers de Minneapolis  | AHA            | 40  | 21               | 5                | 26               | 34               | 8                | 2  | 2                    | 4                    | 0                    |                      |                      |
| 1928-1929  | Bruins de Boston        | LNH            | 42  | 11               | 7                | 18               | 16               | 5                | 2  | 0                    | 2                    | 2                    |                      |                      |
| 1929-1930  | Bruins de Boston        | LNH            | 44  | 43               | 30               | 73               | 27               | 6                | 1  | 5                    | 6                    | 2                    |                      |                      |
| 1930-1931  | Bruins de Boston        | LNH            | 44  | 25               | 13               | 38               | 14               | 5                | 6  | 3                    | 9                    | 2                    |                      |                      |
| 1931-1932  | Bruins de Boston        | LNH            | 46  | 14               | 12               | 26               | 20               |                  |    |                      |                      |                      |                      |                      |
| 1932-1933  | Sénateurs d'Ottawa      | LNH            | 48  | 16               | 11               | 27               | 4                |                  |    |                      |                      |                      |                      |                      |
| 1933-1934  | Sénateurs d'Ottawa      | LNH            | 9   | 2                | 0                | 2                | 4                |                  |    |                      |                      |                      |                      |                      |
| 1933-1934  | Red Wings de Détroit    | LNH            | 39  | 11               | 19               | 30               | 6                | 9                | 2  | 2                    | 4                    | 4                    |                      |                      |
| 1934-1935  | Red Wings de Détroit    | LNH            | 48  | 13               | 25               | 38               | 10               |                  |    |                      |                      |                      |                      |                      |
| 1935-1936  | Bruins de Boston        | LNH            | 48  | 14               | 13               | 27               | 15               | 2                | 1  | 0                    | 1                    | 2                    |                      |                      |
| 1936-1937  | Bruins de Boston        | LNH            | 48  | 6                | 9                | 15               | 6                | 3                | 0  | 0                    | 0                    | 0                    |                      |                      |
| 1937-1938  | Bruins de Boston        | LNH            | 48  | 11               | 12               | 23               | 16               | 3                | 0  | 0                    | 0                    | 0                    |                      |                      |
| 1938-1939  | Bruins de Boston        | LNH            | 45  | 7                | 9                | 16               | 9                | 12               | 0  | 0                    | 0                    | 0                    |                      |                      |
| Totaux LNH | Totaux LNH              | Totaux LNH     | 509 | 173              | 160              | 333              | 147              | 45               | 12 | 10                   | 22                   | 12                   |                      |                      |

### Entraîneur
| 1939-1940   | Bruins de Boston      | LNH  | 48  | 31  | 12  | 5  | 69,8 % | Défaite en 1re ronde |
| 1940-1941   | Bruins de Boston      | LNH  | 48  | 27  | 8   | 13 | 69,8 % | Vainqueurs           |
| 1941-1942   | Bears de Hershey      | LAH  | 56  | 33  | 17  | 6  | 64,3 % | Finalistes           |
| 1942-1943   | Bears de Hershey      | LAH  | 56  | 35  | 13  | 8  | 69,6 % | Défaite en 1re ronde |
| 1943-1944   | Bears de Hershey      | LAH  | 54  | 30  | 16  | 8  | 63 %   | Défaite en 1re ronde |
| 1944-1945   | Bears de Hershey      | LAH  | 60  | 28  | 24  | 8  | 53,3 % | Finalistes           |
| 1945-1946   | Eagles de New Haven   | LAH  |     |     |     |    |        |                      |
| 1946-1947   | Ramblers de New Haven | LAH  |     |     |     |    |        |                      |
| 1950 à 1971 | Université Harvard    | NCAA | 539 | 350 | 172 | 17 | 66,5 % |                      |